# Nicole Melicharová-Martinezová
Nicole Melicharová-Martinezová (nepřechýleně Melichar-Martinez, rozená Melichar, * 29. července 1993 Brno) je americká profesionální tenistka českého původu, specializující se na deblové soutěže a vítězka smíšené čtyřhry ve Wimbledonu 2018. Ve své dosavadní kariéře na okruhu WTA Tour vyhrála patnáct turnajů ve čtyřhře, první z nich s Britkou Annou Smithovou na norimberském Nürnberger Versicherungscupu 2017. V sérii WTA 125 vybojovala dvě deblové trofeje. V rámci okruhu ITF získala dva tituly ve dvouhře a sedm ve čtyřhře.
Na žebříčku WTA byla ve dvouhře nejvýše klasifikována v září 2012 na 400. místě a ve čtyřhře pak v červenci 2023 na 6. místě. Trénuje ji kolumbijský manžel Carlos Martinez.
Na grandslamu vyhrála smíšenou soutěž Wimbledonu 2018 po boku Rakušana Alexandra Peyi. Na témže londýnském majoru si zahrála také finále ženské čtyřhry, v němž s Květou Peschkeovou nestačily na Češky Barboru Krejčíkovou s Kateřinou Siniakovou.
V americkém týmu Billie Jean King Cupu debutovala v roce 2019 čtvrtfinálem Světové skupiny proti Austrálii, v němž prohrála po boku Danielly Collinsové čtyřhru. Američanky odešly poraženy 2:3 na zápasy. Poprvé byla nominována v pražském finále Fed Cupu 2018 proti České republice, v němž Američanky prohrály 0:3 na zápasy. Do listopadu 2024 v soutěži nastoupila k jedinému mezistátnímu utkání s bilancí 0–1 ve čtyřhře.
Spojené státy americké reprezentovala na odložených Letních olympijských hrách 2020 v Tokiu, kde do ženské čtyřhry nastoupila s Alison Riskeovou. Soutěž opustily v úvodním kole po prohře s italským párem Sara Erraniová a Jasmine Paoliniová.

## Tenisová kariéra

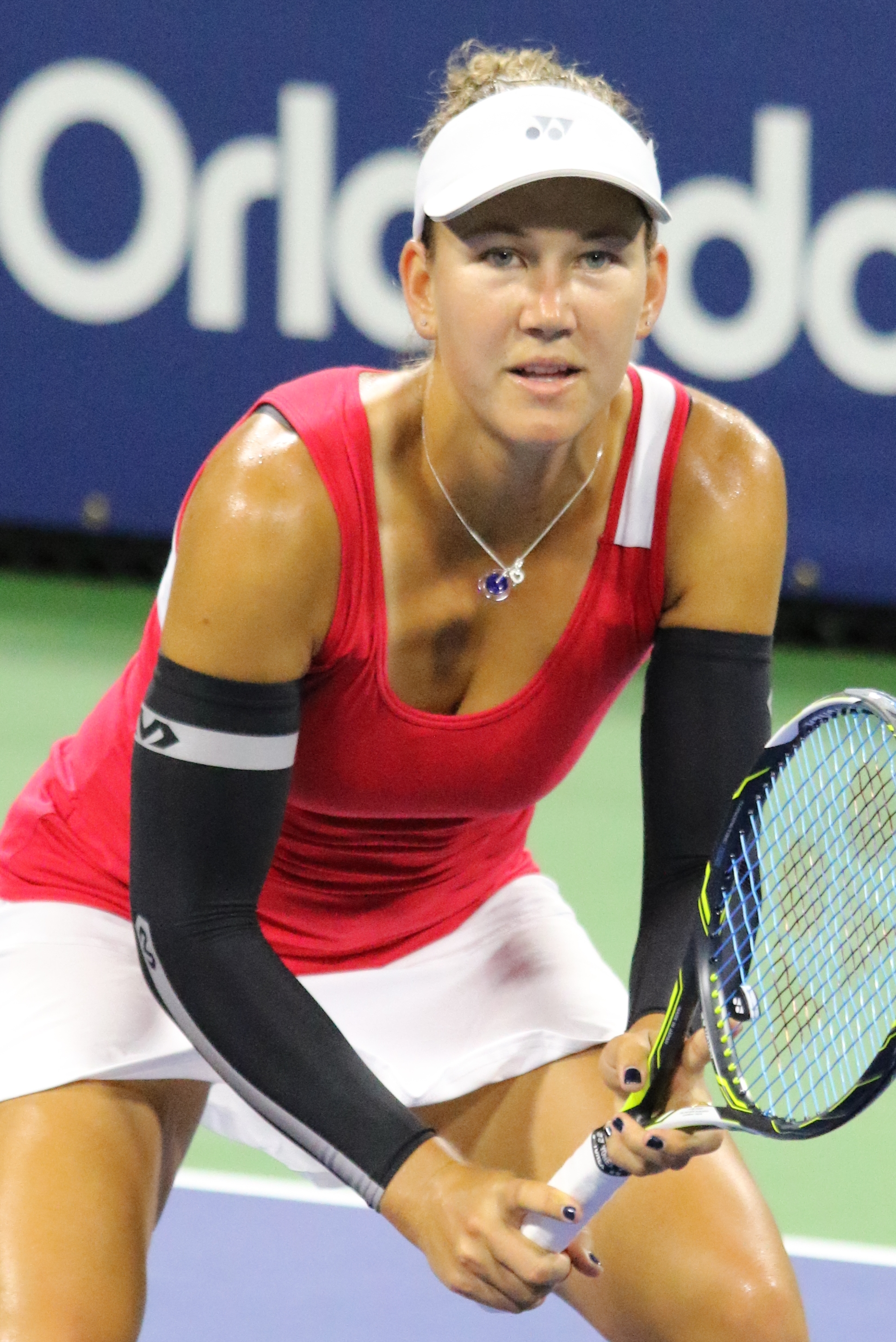
Melicharová na US Open 2016

V rámci hlavních soutěží dvouhry událostí okruhu ITF debutovala v červnu 2009, když na turnaj v Hilton Head Island s dotací 10 tisíc dolarů obdržela divokou kartu. V úvodním kole podlehla krajance Alexandře Muellerové. Premiérový singlový titul v této úrovni tenisu vybojovala během dubna 2012 na antalyjském turnaji s rozpočtem deset tisíc dolarů. Ve finále přehrála Turkyni Hülyu Esenovou.
V singlu okruhu WTA Tour debutovala na srpnovém Texas Tennis Open 2012 v Grapevine u Dallasu. Na úvod kvalifikace však uhrála jen tři gamy na kanadskou tenistku Eugenii Bouchardovou. Hlavní soutěž si poprvé zahrála v ženské čtyřhře Monterrey Open 2013, kde v páru s krajankou Mariou Sanchezovou vyřadily druhé nasazené Rusky Bratčikovovou s Duševinovou, aby poté skončily ve čtvrtfinále. Turnaje z kategorie Premier Mandatory se prvně účastnila v deblu Miami Open 2015, do něhož s Elenou Bogdanovou nastoupily jako náhradnice. V první fázi je však deklasovaly pozdější vítězky a nejvýše nasazené Martina Hingisová a Sania Mirzaová.
Do premiérového finále na okruhu WTA Tour se probojovala ve čtyřhře říjnového Tianjin Open 2015 v Tchien-ťinu, z něhož s Chorvatkou Darijou Jurakovou odešly poraženy od čínské dvojice Sü I-fan a Čeng Saj-saj. Také podruhé neuspěla ve finále debla na Malaysian Open 2017 v Kuala Lumpuru, tentokrát v páru s Japonkou Makoto Ninomijovou a prohře od australských deblistek Ashleigh Bartyové s Casey Dellacquovou.
Po boku britské deblistky Anny Smithové vybojovala první trofej na WTA Tour během antukového Nürnberger Versicherungscupu 2017 v Norimberku, kde v závěrečném duelu přehrály švédsko-belgickou dvojici Johanna Larssonová a Kirsten Flipkensová po dvousetovém průběhu.
Debut v hlavní soutěži nejvyšší grandslamové kategorie zaznamenala na divokou kartu ve smíšené soutěži US Open 2012 po boku krajana Briana Battistoneho. V úvodním kole nenašli recept na španělskou dvojici Nuria Llagosteraová Vivesová a David Marrero. Ženský debl poprvé odehrála ve Wimbledonu 2015, když do hlavní soutěže prošly s Čan Ťin-wej jako šťastné poražené kvalifikantky. V prvním zápase je však vyřadily Italky Karin Knappová s Robertou Vinciovou

## Soukromý život
Rodiče Nicole Melicharové opustili v roce 1987 Československo a zakotvili ve Spolkové republice Německo, kde se narodila její sestra Jane Melicharová (nar. 1988). V emigraci do Spojených států amerických pokračovali roku 1989. V důsledku absence zdravotního pojištění odcestovala matka k jejímu porodu v roce 1993 do Brna a po šestinedělí se s dcerou vrátila do floridského Stuartu.
Podle vlastních slov začala se sportem již v jednom roce života. V páru se starší sourozenkyní a zdravotní sestrou Jane Melicharovou odehrály na okruhu ITF jeden zápas čtyřhry, když v březnu 2017 nepřešly v Tampě úvodní kolo. Jednalo se o jediné utkání její sestry na okruzích ITF či WTA Tour.
V srpnu 2021 absolvovala bakalářský obor komunikační studia na Indiana University East (B.A.).

## Finále na Grand Slamu

### Ženská čtyřhra: 2 (0–2)
| Stav       | rok  | turnaj    | povrch | spoluhráčka      | soupeřky ve finále                    | výsledek      |
| ---------- | ---- | --------- | ------ | ---------------- | ------------------------------------- | ------------- |
| Finalistka | 2018 | Wimbledon | tráva  | Květa Peschkeová | Barbora Krejčíková Kateřina Siniaková | 4–6, 6–4, 0–6 |
| Finalistka | 2020 | US Open   | tvrdý  | Sü I-fan         | Laura Siegemundová Věra Zvonarevová   | 4–6, 4–6      |

### Smíšená čtyřhra: 1 (1–0)
| Stav    | rok  | turnaj    | povrch | spoluhráč      | soupeři ve finále                | výsledek      |
| ------- | ---- | --------- | ------ | -------------- | -------------------------------- | ------------- |
| Vítězka | 2018 | Wimbledon | tráva  | Alexander Peya | Viktoria Azarenková Jamie Murray | 7–6(7–1), 6–3 |

## Finále Turnaje mistryň

### Čtyřhra: 1 (0–1)
| Stav       | rok  | turnaj         | povrch | spoluhráčka    | soupeřky ve finále                  | výsledek |
| ---------- | ---- | -------------- | ------ | -------------- | ----------------------------------- | -------- |
| Finalistka | 2021 | Cancún, Mexiko | tvrdý  | Ellen Perezová | Laura Siegemundová Věra Zvonarevová | 4–6, 4–6 |

## Finále na okruhu WTA Tour

### Čtyřhra: 42 (15–27)
| Legenda                                        |
| ---------------------------------------------- |
| Grand Slam (0–2)                               |
| Turnaj mistryň (0–1)                           |
| Premier Mandatory & Premier 5 / WTA 1000 (0–5) |
| Premier / WTA 500 (9–10)                       |
| International / WTA 250 (6–9)                  |

| Finále podle povrchu |
| -------------------- |
| tvrdý (9–16)         |
| antuka (5–6)         |
| tráva (0–5)          |

| Stav       | č.  | datum             | turnaj                                | kategorie      | povrch     | spoluhráčka          | soupeřky ve finále                       | výsledek              |
| ---------- | --- | ----------------- | ------------------------------------- | -------------- | ---------- | -------------------- | ---------------------------------------- | --------------------- |
| Finalistka | 1.  | 12. října 2015    | Tchien-ťin, Čína                      | International  | tvrdý      | Darija Juraková      | Sü I-fan Čeng Saj-saj                    | 2–6, 6–3, [8–10]      |
| Finalistka | 2.  | 5. března 2017    | Kuala Lumpur, Malajsie                | International  | tvrdý      | Makoto Ninomijová    | Ashleigh Bartyová Casey Dellacquová      | 6–7(5–7), 3–6         |
| Finalistka | 3.  | 30. dubna 2017    | Istanbul, Turecko                     | International  | antuka     | Elise Mertensová     | Dalila Jakupovićová Nadija Kičenoková    | 6–7 (6–8) , 2–6       |
| Vítězka    | 1.  | 27. května 2017   | Norimberk, Německo                    | International  | antuka     | Anna Smithová        | Kirsten Flipkensová Johanna Larssonová   | 3–6, 6–3, [11–9]      |
| Finalistka | 4.  | 20. října 2017    | Moskva, Rusko                         | Premier        | tvrdý      | Anna Smithová        | Andrea Hlaváčková Tímea Babosová         | 2–6, 6–3, [3–10]      |
| Finalistka | 5.  | 29. dubna 2018    | Stuttgart, Německo                    | Premier        | antuka (h) | Květa Peschkeová     | Raquel Atawová Anna-Lena Grönefeldová    | 4–6, 7–6(7–5), [5–10] |
| Vítězka    | 2.  | 4. května 2018    | Praha, Česko                          | International  | antuka     | Květa Peschkeová     | Mihaela Buzărnescuová Lidzija Marozavová | 6–4, 6–2              |
| Finalistka | 6.  | 14. července 2018 | Wimbledon, Londýn, Spojené království | Grand Slam     | tráva      | Květa Peschkeová     | Barbora Krejčíková Kateřina Siniaková    | 4–6, 6–4, 0–6         |
| Vítězka    | 3.  | 14. října 2018    | Tchien-ťin, Čína                      | International  | tvrdý      | Květa Peschkeová     | Monique Adamczaková Jessica Mooreová     | 6–4, 6–2              |
| Vítězka    | 4.  | 5. ledna 2019     | Brisbane, Austrálie                   | Premier        | tvrdý      | Květa Peschkeová     | Čan Chao-čching Latisha Chan             | 6–1, 6–1              |
| Finalistka | 7.  | 3. května 2019    | Praha, Česko                          | International  | antuka     | Květa Peschkeová     | Anna Kalinská Viktória Kužmová           | 6–4, 5–7, [7–10]      |
| Finalistka | 8.  | 25. května 2019   | Norimberk, Německo                    | International  | antuka     | Sharon Fichmanová    | Gabriela Dabrowská Sü I-fan              | 6–4, 6–7(5–7), [5–10] |
| Vítězka    | 5.  | 4. srpna 2019     | San José, Spojené státy               | Premier        | tvrdý      | Květa Peschkeová     | Šúko Aojamová Ena Šibaharaová            | 6–4, 6–4              |
| Vítězka    | 6.  | 15. září 2019     | Čeng-čou, Čína                        | Premier        | tvrdý      | Květa Peschkeová     | Yanina Wickmayerová Tamara Zidanšeková   | 6–1, 7–6(7–2)         |
| Vítězka    | 7.  | 18. ledna 2020    | Adelaide, Austrálie                   | Premier        | tvrdý      | Sü I-fan             | Gabriela Dabrowská Darija Juraková       | 2–6, 7–5, [10–5]      |
| Finalistka | 9.  | 29. srpna 2020    | Cincinnati, Spojené státy             | Premier 5      | tvrdý      | Sü I-fan             | Květa Peschkeová Demi Schuursová         | 1–6, 6–4, [4–10]      |
| Finalistka | 10. | 11. září 2020     | US Open, New York, Spojené státy      | Grand Slam     | tvrdý      | Sü I-fan             | Laura Siegemundová Věra Zvonarevová      | 4–6, 4–6              |
| Vítězka    | 8.  | 26. září 2020     | Štrasburk, Francie                    | International  | antuka     | Demi Schuursová      | Hayley Carterová Luisa Stefaniová        | 6–4, 6–3              |
| Vítězka    | 9.  | 5. března 2021    | Dauhá, Katar                          | WTA 500        | tvrdý      | Demi Schuursová      | Monica Niculescuová Jeļena Ostapenková   | 6–2, 2–6, [10–8]      |
| Vítězka    | 10. | 11. dubna 2021    | Charleston, Spojené státy             | WTA 500        | antuka (z) | Demi Schuursová      | Marie Bouzková Lucie Hradecká            | 6–2, 6–4              |
| Finalistka | 11. | 20. června 2021   | Berlín, Německo                       | WTA 500        | tráva      | Demi Schuursová      | Viktoria Azarenková Aryna Sabalenková    | 6–4, 5–7, [4–10]      |
| Finalistka | 12. | 26. června 2021   | Eastbourne, Spojené království        | WTA 500        | tráva      | Demi Schuursová      | Šúko Aojamová Ena Šibaharaová            | 1–6, 4–6              |
| Vítězka    | 11. | 21. května 2022   | Štrasburk, Francie                    | WTA 250        | antuka     | Darja Savilleová     | Lucie Hradecká Sania Mirzaová            | 5–7, 7–5, [10–6]      |
| Finalistka | 13. | 14. srpna 2022    | Toronto, Kanada                       | WTA 1000       | tvrdý      | Ellen Perezová       | Coco Gauffová Jessica Pegulaová          | 4–6, 7–6(7–5), [5–10] |
| Finalistka | 14. | 21. srpna 2022    | Cincinnati, Spojené státy             | WTA 1000       | tvrdý      | Ellen Perezová       | Ljudmyla Kičenoková Jeļena Ostapenková   | 6–7(5–7), 3–6         |
| Vítězka    | 12. | 27. srpna 2022    | Cleveland, Spojené státy              | WTA 250        | tvrdý      | Ellen Perezová       | Anna Danilinová Aleksandra Krunićová     | 7–5, 6–3              |
| Finalistka | 15. | 25. září 2022     | Tokio, Japonsko                       | WTA 500        | tvrdý      | Ellen Perezová       | Giuliana Olmosová Gabriela Dabrowská     | 4–6, 4–6              |
| Finalistka | 16. | 2. října 2022     | Tallinn, Estonsko                     | WTA 250        | tvrdý (h)  | Laura Siegemundová   | Ljudmyla Kičenoková Nadija Kičenoková    | 5–7, 6–4, [7–10]      |
| Finalistka | 17. | 5. března 2023    | Austin, Spojené státy                 | WTA 250        | tvrdý      | Ellen Perezová       | Erin Routliffeová Aldila Sutjiadiová     | 4–6, 6–3, [8–10]      |
| Finalistka | 18. | 23. dubna 2023    | Stuttgart, Německo                    | WTA 500        | antuka (h) | Giuliana Olmosová    | Desirae Krawczyková Demi Schuursová      | 4–6, 1–6              |
| Finalistka | 19. | 1. července 2023  | Eastbourne, Spojené království        | WTA 500        | tráva      | Ellen Perezová       | Desirae Krawczyková Demi Schuursová      | 2–6, 4–6              |
| Finalistka | 20. | 19. srpna 2023    | Cincinnati, Spojené státy             | WTA 1000       | tvrdý      | Ellen Perezová       | Alycia Parksová Taylor Townsendová       | 7–6(7–1), 4–6, [6–10] |
| Finalistka | 21. | srpen 2023        | Cleveland, Spojené státy              | WTA 250        | tvrdý      | Ellen Perezová       | Miju Katová Aldila Sutjiadiová           | 4–6, 7–6(7–4), [8–10] |
| Finalistka | 22. | 6. listopadu 2023 | Cancún, Mexiko                        | Turnaj mistryň | tvrdý      | Ellen Perezová       | Laura Siegemundová Věra Zvonarevová      | 4–6, 4–6              |
| Finalistka | 23. | 4. února 2024     | Linec, Rakousko                       | WTA 500        | tvrdý (h)  | Ellen Perezová       | Sara Erraniová Jasmine Paoliniová        | 5–7, 6–4, [7–10]      |
| Finalistka | 24. | 24. února 2024    | Dubaj, Spojené arabské emiráty        | WTA 1000       | tvrdý      | Ellen Perezová       | Storm Hunterová Kateřina Siniaková       | 4–6, 2–6              |
| Vítězka    | 13. | 3. března 2024    | San Diego, Spojené státy              | WTA 500        | tvrdý      | Ellen Perezová       | Desirae Krawczyková Jessica Pegulaová    | 6–1, 6–2              |
| Vítězka    | 14. | 29. června 2024   | Bad Homburg, Německo                  | WTA 500        | tráva      | Ellen Perezová       | Čan Chao-čching Veronika Kuděrmetovová   | 4–6, 6–3, [10–8]      |
| Vítězka    | 15. | 21. září 2024     | Soul, Jižní Korea                     | WTA 500        | tvrdý      | Ljudmila Samsonovová | Čang Šuaj Miju Katová                    | 6–1, 6–0              |
| Finalistka | 25. | 20. října 2024    | Ning-po, Čína                         | WTA 500        | tvrdý      | Ellen Perezová       | Demi Schuursová Jüan Jüe                 | 3–6, 3–6              |
| Finalistka | 26. | květen 2025       | Štrasburk, Francie                    | WTA 500        | antuka     | Kuo Chan-jü          | Tímea Babosová Luisa Stefaniová          | 3–6, 7–6(7–4), [7–10] |
| Finalistka | 27. | červen 2025       | Rosmalen, Nizozemsko                  | WTA 250        | antuka     | Ljudmila Samsonovová | Irina Chromačovová Fanny Stollárová      | 5–7, 3–6              |

Vysvětlivky
1. ↑  Cincinnatský Western & Southern Open 2020 byl kvůli pandemii covidu-19 hrán v New Yorku.

## Finále série WTA 125

### Čtyřhra: 2 (2–0)
| Legenda       |
| ------------- |
| WTA 125 (2–0) |

| Stav    | č. | datum       | turnaj                     | povrch | spoluhráčka            | soupeřky ve finále                               | výsledek |
| ------- | -- | ----------- | -------------------------- | ------ | ---------------------- | ------------------------------------------------ | -------- |
| Vítězka | 1. | březen 2016 | San Antonio, Spojené státy | tvrdý  | Anna-Lena Grönefeldová | Klaudia Jansová-Ignaciková Anastasia Rodionovová | 6–1, 6–3 |
| Vítězka | 2. | květen 2024 | Lleida, Španělsko          | antuka | Ellen Perezová         | Katarzyna Piterová Majar Šarífová                | 7–5, 6–2 |

## Finále na okruhu ITF
| Dotace turnajů okruhu ITF | Dotace turnajů okruhu ITF |
| ------------------------- | ------------------------- |
| 100 000 $ tournaments     | 80 000 $ tournaments      |
| 75 000 $ tournaments      | 60 000 $ tournaments      |
| 50 000 $ tournaments      | 25 000 $ tournaments      |
| 15 000 $ tournaments      | 10 000 $ tournaments      |

### Dvouhra: 4 (2–2)
| Stav       | č. | datum              | turnaj                    | povrch | soupeřka ve finále  | výsledek      |
| ---------- | -- | ------------------ | ------------------------- | ------ | ------------------- | ------------- |
| Finalistka | 1. | 18. července 2011  | Evansville, Spojené státy | tvrdý  | Elizabeth Ferrisová | 2–6, 1–6      |
| Vítězka    | 1. | 9. dubna 2012      | Antalya, Turecko          | tvrdý  | Hülya Esenová       | 6–4, 6–3      |
| Vítězka    | 2. | 30. dubna 2012     | Antalya, Turecko          | tvrdý  | Angelina Gabujevová | 5–7, 6–4, 6–1 |
| Finalistka | 2. | 17. listopadu 2014 | Súsa, Tunisko             | tvrdý  | Viktorija Tomovová  | 3–6, 2–6      |

### Čtyřhra: 17 (7–10)
| Stav       | č.  | datum             | turnaj                       | povrch | spoluhráčka            | soupeřky ve finále                          | výsledek                   |
| ---------- | --- | ----------------- | ---------------------------- | ------ | ---------------------- | ------------------------------------------- | -------------------------- |
| Finalistka | 1.  | 24. května 2010   | Sumter, Spojené státy        | tvrdý  | Alexandra Leatuová     | Alexandra Muellerová Ashley Weinholdová     | 1–6, 3–6                   |
| Finalistka | 2.  | 7. listopadu 2011 | Monastir, Tunisko            | tvrdý  | Anastasija Charčenková | Anita Husarićová Viktorija Tomovová         | 3–6, 7–5, [5–10]           |
| Vítězka    | 1.  | 19. března 2012   | Metepec, Mexiko              | tvrdý  | Elizabeth Ferrisová    | Liz Tatiane Bogarinová Brianna Morganová    | 6–3, 6–1                   |
| Finalistka | 3.  | 16. dubna 2012    | Antalya, Turecko             | tvrdý  | Lauren Megaleová       | Nicola Geuerová Janina Toljanová            | 2–6, 2–6                   |
| Finalistka | 4.  | 30. dubna 2012    | Antalya, Turecko             | tvrdý  | Angelina Gabujevová    | Juka Moriová Kaori Ónišiová                 | 2–6, 4–6                   |
| Vítězka    | 2.  | 4. března 2013    | Antalya, Turecko             | antuka | Gioia Barbieriová      | Ágnes Buktová Vivian Juhászová              | 7–6(7–2), 6–4              |
| Vítězka    | 3.  | 11. března 2013   | Antalya, Turecko             | antuka | Anamika Bhargavová     | Alona Fominová Sofia Šapatavová             | 6–7(7–9), 6–3, [10–7]      |
| Finalistka | 5.  | 18. března 2013   | Antalya, Turecko             | tvrdý  | Anamika Bhargavová     | Oxana Kalašnikovová Xenia Palkinová         | 1–6, 3–6                   |
| Finalistka | 6.  | 27. května 2013   | Šarm aš-Šajch, Egypt         | tvrdý  | Anastasija Charčenková | Veronika Stotyková Vladyslava Zanosijenková | 3–6, 4–6                   |
| Vítězka    | 4.  | 15. července 2013 | Portland, Spojené státy      | tvrdý  | Irina Falconiová       | Sanaz Marandová Ashley Weinholdová          | 4–6, 6–3, [10–8]           |
| Vítězka    | 5.  | 20. ledna 2014    | Daytona Beach, Spojené státy | antuka | Teodora Mirčićová      | Asia Muhammadová Allie Willová              | 6–7(5–7), 7–6(7–1), [10–1] |
| Finalistka | 7.  | 15. září 2014     | Albuquerque, Spojené státy   | tvrdý  | Allie Willová          | Jan Abazová Melanie Oudinová                | 2–6, 3–6                   |
| Finalistka | 8.  | 11. května 2015   | Saint-Gaudens, Francie       | antuka | Beatriz Haddad Maiová  | Mariana Duqueová Julia Glušková             | 6–1, 6–7(5–7), [4–10]      |
| Finalistka | 9.  | 1. června 2015    | Marseille, Francie           | antuka | Maryna Zanevská        | Tatiana Búová Laura Thorpeová               | 3–6, 6–3, [6–10]           |
| Vítězka    | 6.  | 30. května 2016   | Marseille, Francie           | antuka | Sie Šu-wej             | Jana Čepelová Lourdes Domínguez Linová      | 1–6, 6–3, [10–3]           |
| Finalistka | 10. | 4. července 2016  | Contrexéville, Francie       | antuka | Renata Voráčová        | Cindy Burgerová Laura Pousová Tiová         | 1–6, 3–6                   |
| Vítězka    | 7.  | 11. února 2017    | Launceston, Austrálie        | tvrdý  | Monique Adamczaková    | Georgia Bresciová Tamara Zidanšeková        | 6–1, 6–2                   |

## Finále soutěží družstev: 1 (0–1)
| Výsledek   | č. | datum a místo konání                                             | spoluhráčky                                        | soupeřky                                                             | skóre        | zdroj  |
| ---------- | -- | ---------------------------------------------------------------- | -------------------------------------------------- | -------------------------------------------------------------------- | ------------ | ------ |
| Finalistka | 1. | Fed Cup 2018 10.–11. listopadu 2018 Praha, Česko tvrdý, O2 arena | Danielle Collinsová Sofia Keninová Alison Riskeová | Česko                                                                | 0–3 (detail) | [ 13 ] |
| Finalistka | 1. | Fed Cup 2018 10.–11. listopadu 2018 Praha, Česko tvrdý, O2 arena | Danielle Collinsová Sofia Keninová Alison Riskeová | Petra Kvitová Kateřina Siniaková Barbora Strýcová Barbora Krejčíková | 0–3 (detail) | [ 13 ] |